# Волчков, Эдуард Петрович
Эдуард Петрович Волчков (6 мая 1937, Ижевск — 8 февраля 2013) — специалист в области турбулентного тепломассообмена, теплоэнергетики и теплофизики. Академик Российской академии наук, доктор технических наук, профессор.

## Биография
В 1960 году окончил Московский энергетический институт. C 1961 года работает в Институте теплофизики. Опубликовал более 200 работ, в том числе три монографии. Заведовал филиалом кафедры НГТУ, член ряда специализированных и координационных советов, председатель совета по защите кандидатских диссертаций, член ряда редколлегий, главный редактор журнала Теплофизика и Аэромеханика, член Национального комитета РАН по тепло- и массообмену.
В Сибирском отделении с 1961 г.: младший, старший научный сотрудник, заведующий лабораторией, заместитель директора по научной работе (1986—1997), заведующий отделом термогазодинамики Института теплофизики СО АН СССР — РАН. Являлся профессором Новосибирского института инженеров водного транспорта (1981—1984), Новосибирского электротехнического института (1985—1988). Возглавляет филиал кафедры технической теплофизики Новосибирского государственного технического университета при Институте теплофизики (с 1995).
Руководитель гранта Президента РФ по государственной поддержке ведущих научных школ. Член Национального комитета по тепломассообмену, экспертных советов ВАК и РФФИ, Объединённого ученого совета по механике и энергетике СО РАН. Являлся ответственным редактором журнала «Известия Сибирского отделения. Серия технических наук» (1988—1993). Главный редактор журнала «Теплофизика и аэромеханика» СО РАН (с 1993), член редколлегии международного журнала «Thermal Science».

## Научная деятельность
Научная деятельность посвящена исследованию турбулентного тепломассообмена в пограничных слоях с физико-химическими превращениями, пристенных газовых завес и структуры закрученных турбулентных потоков.
Им подготовлено 7 докторов и более 20 кандидатов наук.
Опубликовал более 300 научных работ, в том числе автор и соавтор 7 монографий.

## Награды и заслуги
- Лауреат Государственной премии РСФСР (1988)
- Награждён медалью ордена «За заслуги перед Отечеством» 2 степени (2007)[1]
- Лауреат международной премии им. Академика А. В. Лыкова Национальной академии наук Беларуси
- Премия Правительства РФ в области науки и техники (2012)[2]

## Память
Похоронен на Южном кладбище Новосибирска.